# Kampfhubschrauber

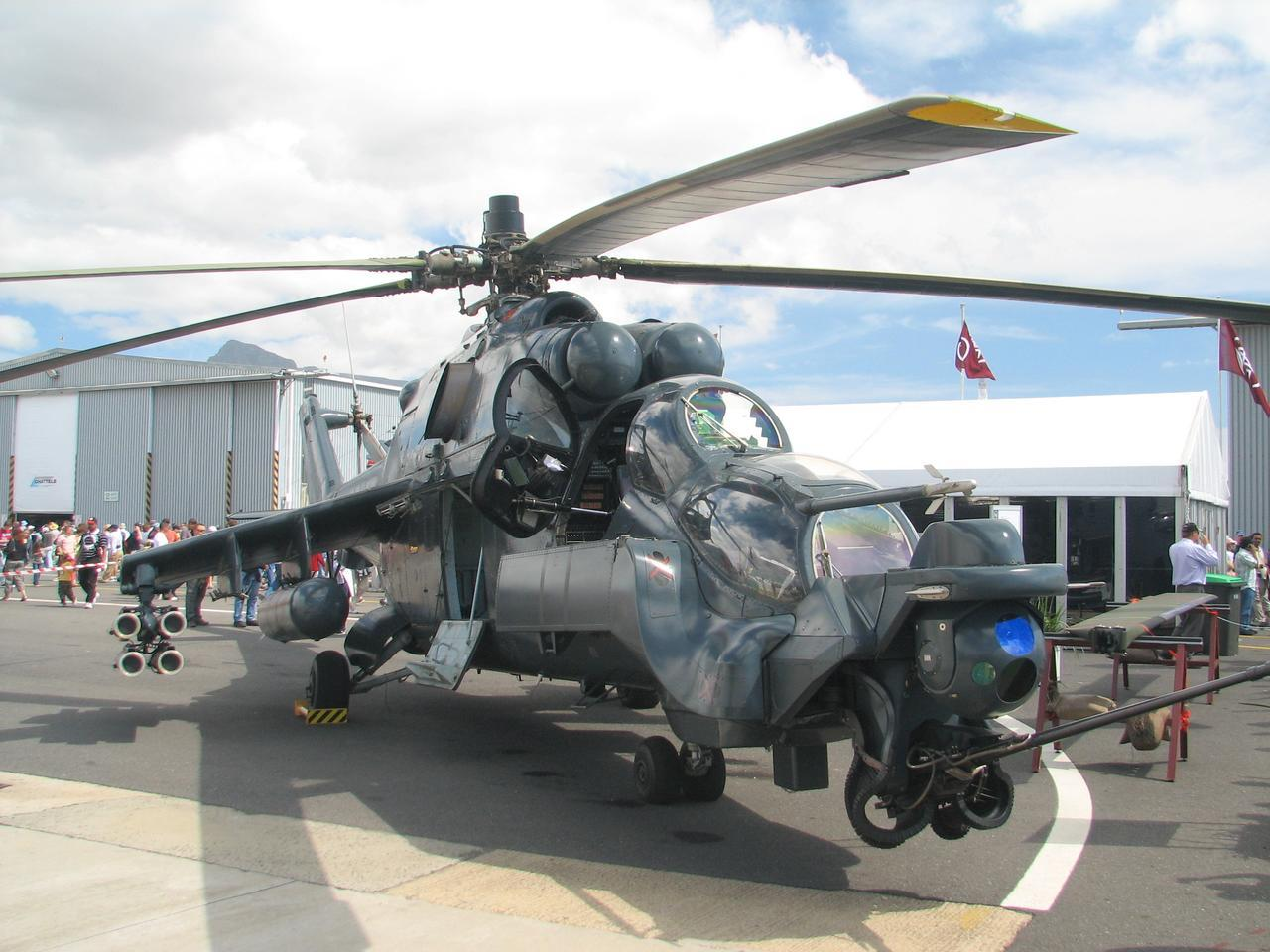
Mil Mi-24 „SuperHind“, 2006

Kampfhubschrauber sind Militärhubschrauber, die auf die Bekämpfung von weichen und harten Bodenzielen spezialisiert sind. Die typische Bewaffnung eines Kampfhubschraubers umfasst eine Maschinenkanone, Maschinengewehre sowie gelenkte und ungelenkte Luft-Boden-Raketen. Viele Kampfhubschrauber sind zudem in der Lage, Luft-Luft-Raketen zur Selbstverteidigung mitzuführen. Die zwei vorrangigen Aufgaben von Kampfhubschraubern sind die Luftnahunterstützung und die Panzerabwehr. Zudem unterstützen und ergänzen sie leichtere Hubschrauber bei der militärischen Aufklärung. Aufgrund ihrer vorwiegend bodengebundenen Aufgaben sind Kampfhubschrauber zumeist dem Heer und nicht den Luftstreitkräften zugeordnet.

## Aufbau
Der Aufbau selbst unterscheidet sich bei den einzelnen Baumustern, ähnlich wie bei Kampfpanzern kaum voneinander, jedoch gibt es deutliche Unterschiede zu anderen Hubschrauberbauausführungen. Im Gegensatz zur üblichen Cockpitauslegung mit nebeneinander sitzenden Piloten und Copiloten, wird bei Kampfhubschraubern die Tandemanordnung bevorzugt, wobei der Pilot meist hinter dem Schützen sitzt. Ausnahmen zur Tandemanordnung bilden lediglich die Kamow Ka-52 und die Bölkow Bo 105. Letztere behielt die konventionelle Sitzanordnung aufgrund ihrer nicht-militärischen Herkunft auch in der Version als Panzerabwehrhubschrauber bei.
Durch die Tandemauslegung haben Kampfhubschrauber beim Anflug auf den Feind einen kleineren Frontalquerschnitt und stellen ein kleineres Ziel dar. Die Bewaffnung besteht meist aus einem an der Unterseite des Bugs angebrachten schwenkbaren Maschinengewehr oder Maschinenkanone und Raketen für den jeweiligen Einsatzzweck – meist Luft-Boden-Raketen –, welche in Halterungen an der Seite des Hubschraubers mitgeführt werden.

## Geschichte

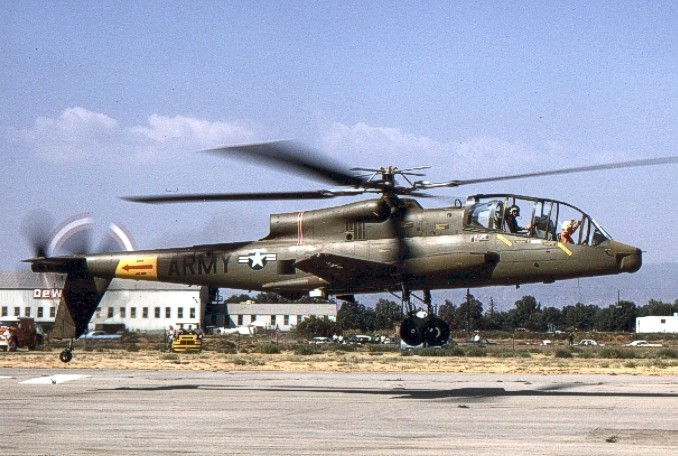
Prototyp des AH-56 Cheyenne

Mitte der 1960er Jahre erkannte die United States Army, dass ein speziell entwickelter Hubschrauber mit höherer Fluggeschwindigkeit und Feuerkraft erforderlich sei, um die zunehmende Bedrohung durch bodengestützte Flugabwehr mit schweren Maschinengewehren und reaktiven Panzerbüchsen von Vietcong und Vietnamesischer Volksarmee zu erwidern. Auf dieser Grundlage und vor dem Hintergrund des zunehmenden US-amerikanischen militärischen Engagements in Südostasien, entwickelte die United States Army die Anforderungen für einen geeigneten Kampfhubschrauber, dem Advanced Aerial Fire Support System (AAFSS). Aus der Ausschreibung ging im Jahr 1965 der Lockheed AH-56 Cheyenne als Sieger hervor.

### Vietnamkrieg

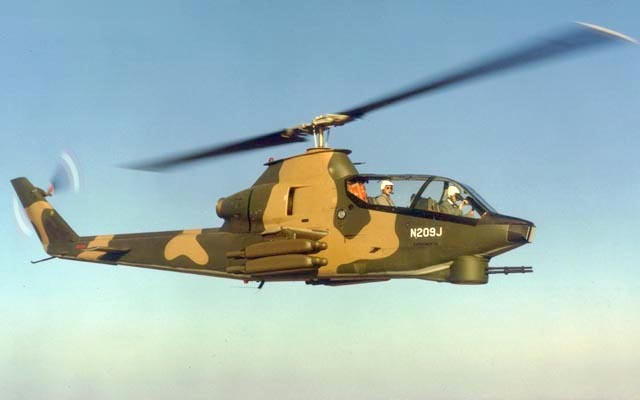
Prototyp des AH-1, des ersten Kampfhubschraubers der Welt

Als die United States Army mit der Akquise eines expliziten Kampfhubschraubers begann, erwog sie auch Möglichkeiten, bereits bestehende Hubschrauber (wie den Transporthubschrauber Bell UH-1B/C) durch Kampfwertsteigerung übergangsweise zu nutzen. Im Jahr 1965 wurde ein Gremium hochrangiger Offiziere ausgewählt und beauftragt, verschiedene Prototypen bewaffneter Transport- und Kampfhubschrauber dahingehend zu untersuchen, ob sie den größten Gefechtsmehrwert im Vergleich zur UH-1B haben. Die drei besten Hubschrauber waren die Sikorsky S-61, die Kaman H-2 Tomahawk und die Bell AH-1 Huey Cobra, die ausgewählt wurden, um gegeneinander in Flugversuchen anzutreten. Nach Beendigung der Flugversuche empfahl die Army Aviation Test Activity, die Huey Cobra bis zur Indienststellung der Lockheed AH-56 als bewaffneten Kampfhubschrauber übergangsweise zu nutzen. Am 13. April 1966 unterzeichnete die United States Army einen Kaufvertrag über 110 Bell AH-1G Cobra. Im Gegensatz zur UH-1 verfügt die Cobra über ein Tandemcockpit, das die Silhouette bei Frontalangriffen verringert, eine verstärkte Panzerung und eine höhere Fluggeschwindigkeit.
Im Jahr 1967, ungefähr zu der Zeit, als die Cheyenne erfolgreich ihren Erstflug und erste Flugerprobungen absolvierte, wurden die ersten AH-1G in Vietnam stationiert. Während das Entwicklungsprogramm der Cheyenne über die Jahre wiederholt Rückschläge erlitt, etablierten sich die Cobras als eine effektive luftgestützte Waffenplattform, trotz ihrer im Vergleich zur AH-56 vorhandenen Defizite. Im Jahr 1972 wurde schließlich der Cheyenne zugunsten des überarbeiteten Entwicklungsprogramms Advanced Attack Helicopter eingestellt.
Nach dem Vietnamkrieg wurden raketenbestückte Kampfhubschrauber primär für die Panzerbekämpfung weiterentwickelt. Mit der Fähigkeit zur raschen Bewegung auf dem Schlachtfeld und schnell ausgeführten Angriffen stellten die Hubschrauber eine entscheidende Bedrohung selbst bei gut organisierter Flugabwehr dar. Sowohl die Streitkräfte der NATO als auch die des Warschauer Pakts optimierten Kampfhubschrauber zunehmend für die Panzerbekämpfung. Das United States Marine Corps (USMC) und die United States Air Force (USAF) sahen die Rolle weiterhin in der Luftnahunterstützung von Bodentruppen, auch wenn die Marines sich für diese Rolle für die AH-1 Cobra und Super Cobra entschieden. Im Gegensatz zu den westlichen Kampfhubschraubern mit nur zwei Mann Besatzung behielten die sowjetischen ihre Möglichkeit zum Truppentransport bei.
Während Kampfflugzeuge effektive Panzerbekämpfer in den Konflikten des Nahen Ostens waren, werden Kampfhubschrauber eher in einer Mehrzweckrolle gesehen. Taktiken wie das im Irakkrieg angewandte Tank plinking bewiesen, dass auch Kampfflugzeuge effektiv zur Panzerbekämpfung eingesetzt werden können, doch bleiben Hubschrauber einzigartig in ihrer Fähigkeit, bei niedriger Geschwindigkeit und geringer Flughöhe Luftnahunterstützung zu bieten. Andere Drehflügler wie der leichte Mehrzweck-Hubschrauber Hughes MH-6 wurden speziell für den Transport und die Unterstützung von luftlandefähigen Spezialeinheiten weiterentwickelt.

### Moderne Kampfhubschrauber

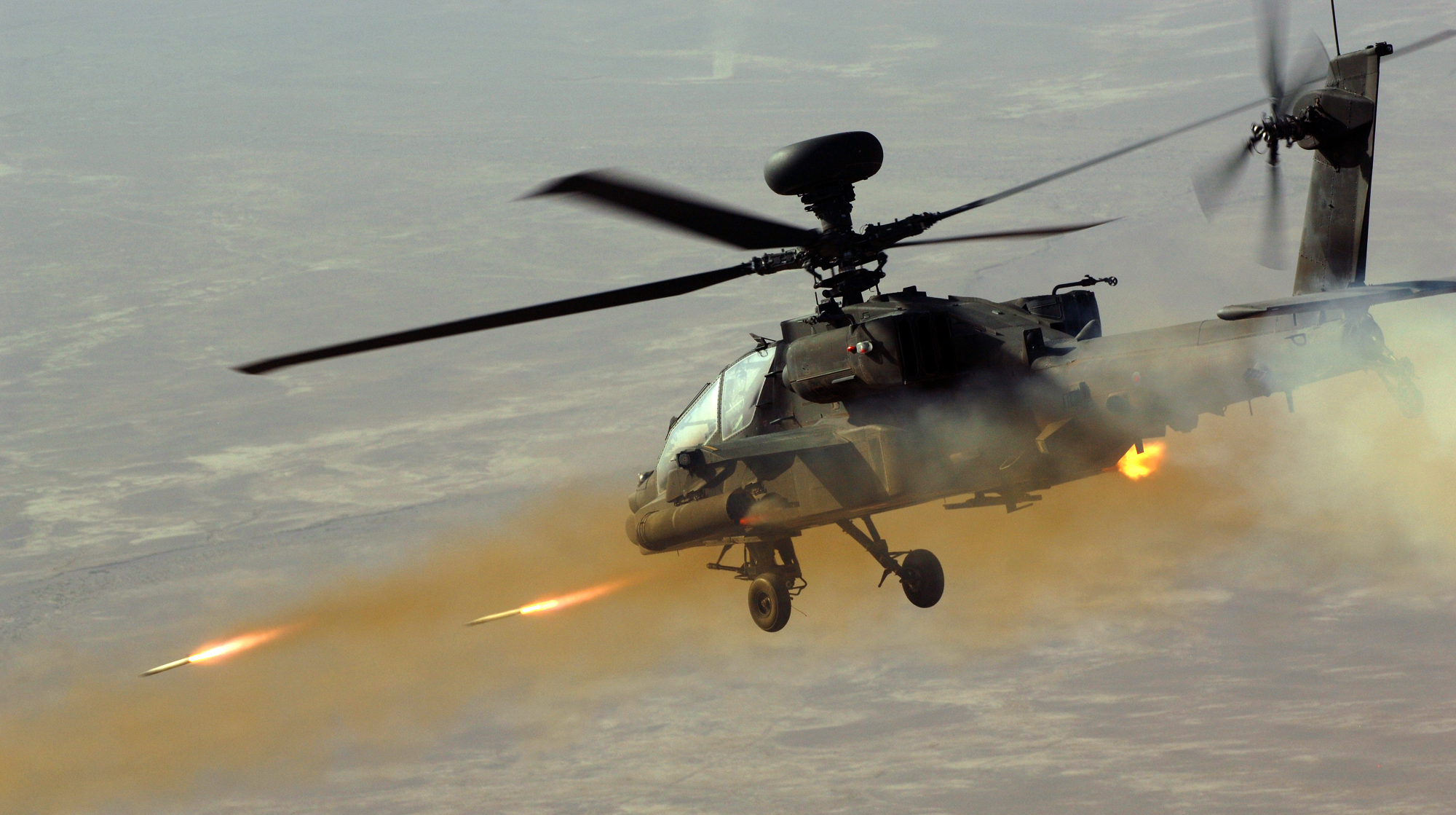
Ein Boeing AH-64 Apache der British Army in Afghanistan beim Abfeuern von ungelenkten Raketen (2008)

Während der späten 1970er Jahre erkannte die United States Army den Bedarf an allwettertauglichen Kampfhubschraubern und startete das Programm Advanced Attack Helicopter. Aus diesem Programm ging der schwer bewaffnete Kampfhubschrauber Hughes YAH-64 Apache als Sieger und Nachfolger der Bell AH-1 hervor. Die sowjetischen Streitkräfte sahen ebenfalls den Bedarf nach einem weiterentwickelten Hubschrauber. Mehrere Kampfhubschrauber vom Typ Mil Mi-24 wurden in den 1980er Jahren während des Sowjetisch-Afghanischen Krieges eingesetzt. Das Militär forderte die Konstruktionsbüros Kamow und Mil auf, entsprechende Entwürfe vorzulegen. Offiziell gewann die Kamow Ka-50, doch Mil entschied sich, die Entwicklung an seiner Mil Mi-28 fortzuführen.
In den 1990er Jahren konnten Kampfhubschrauber erstmals ihre Effektivität zeigen. AH-64 Apache wurden umfangreich und mit großem Erfolg während der Operation Desert Storm eingesetzt. Apaches zerstörten mit ihren lasergelenkten Luft-Boden-Raketen vom Typ AGM-114 Hellfire feindliche Radaranlagen und Abschussvorrichtungen für Boden-Luft-Raketen. Im späteren Verlauf des Krieges wurden sie erfolgreich in ihren beiden vorrangigen Operationsrollen eingesetzt, dem direkten Angriff feindlicher Verbände sowie der Luftnahunterstützung eigener Bodentruppen.

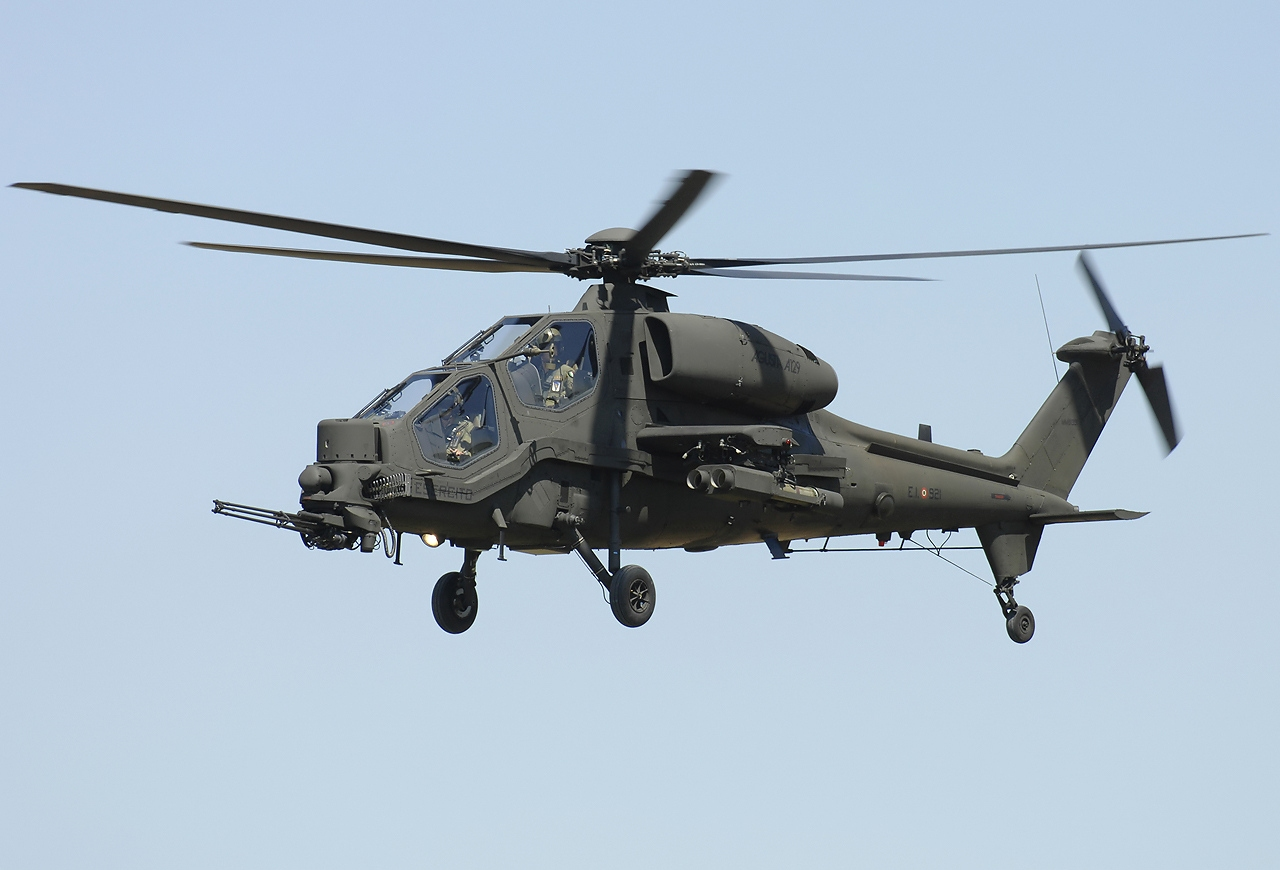
Agusta A129 der italienischen Streitkräfte, 2008
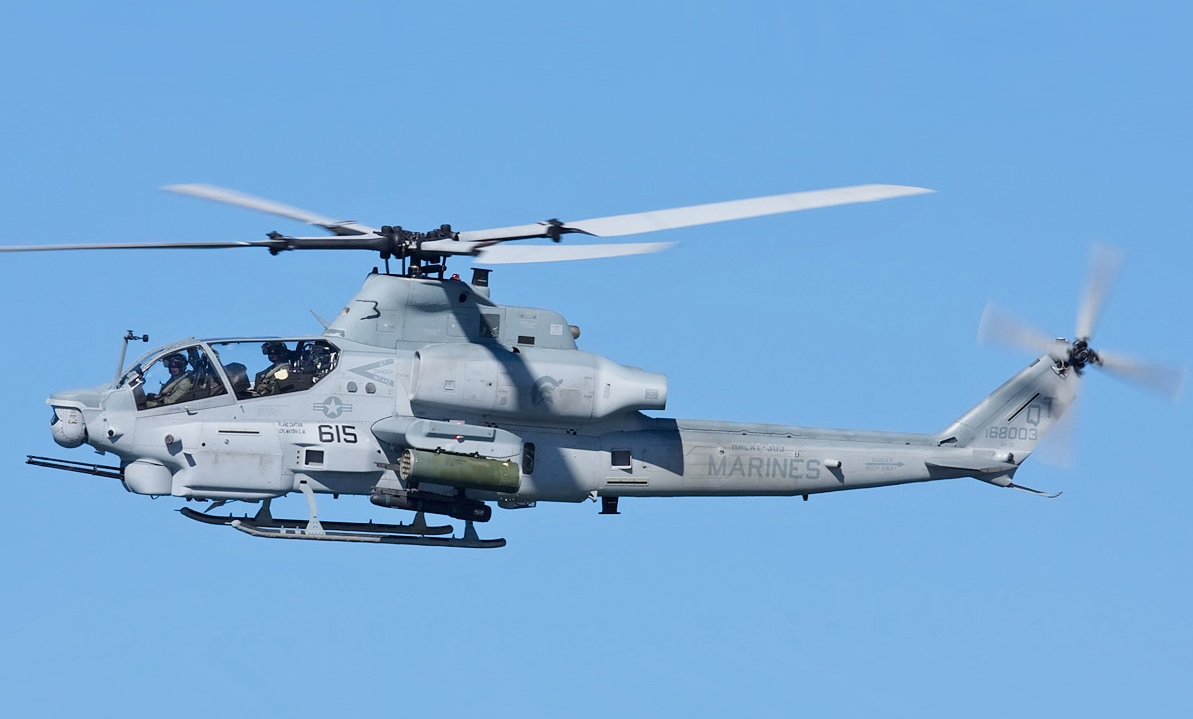
Bell AH-1Z Viper der USMC, 2018
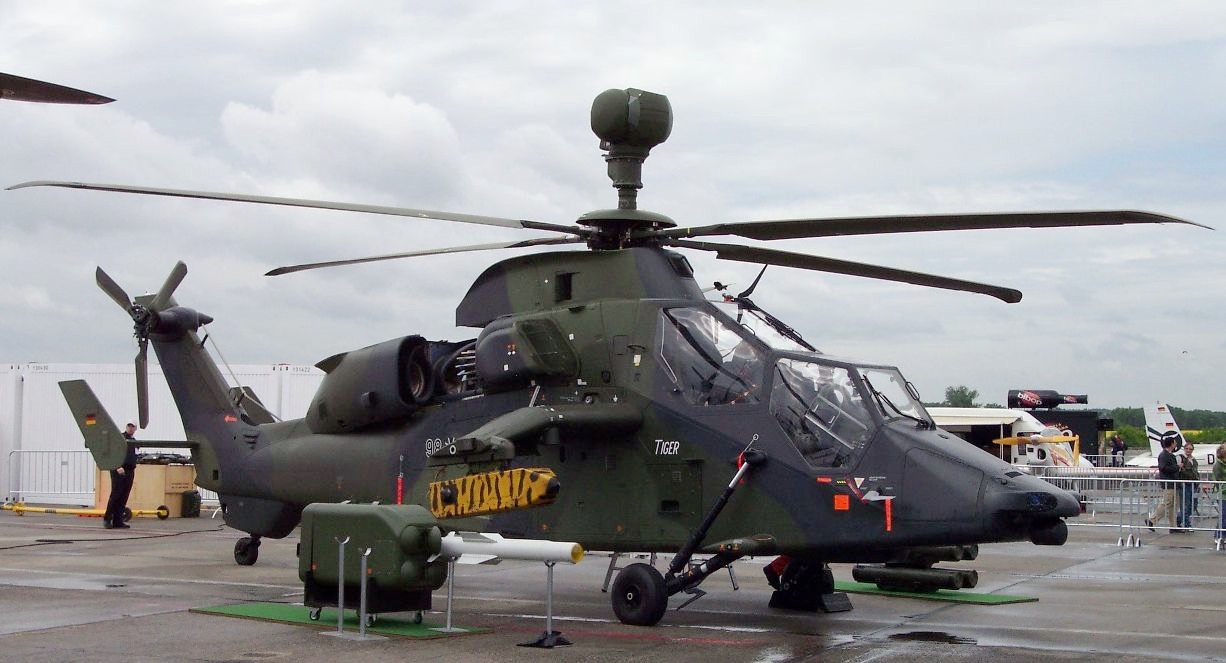
Eurocopter Tiger UHT der Bundeswehr, 2006
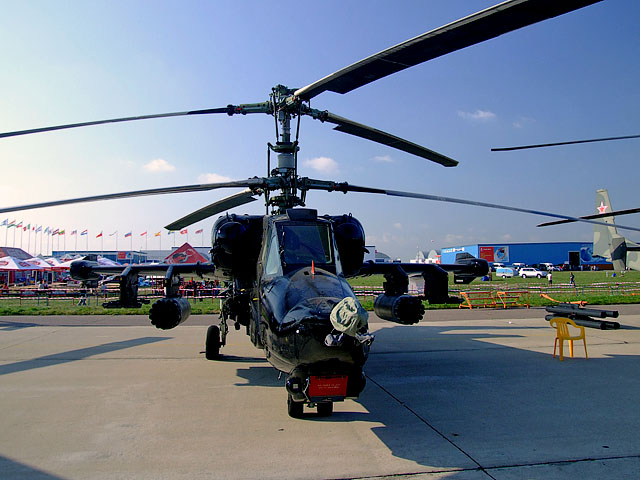
Kamow Ka-50 auf der MAKS, 2007
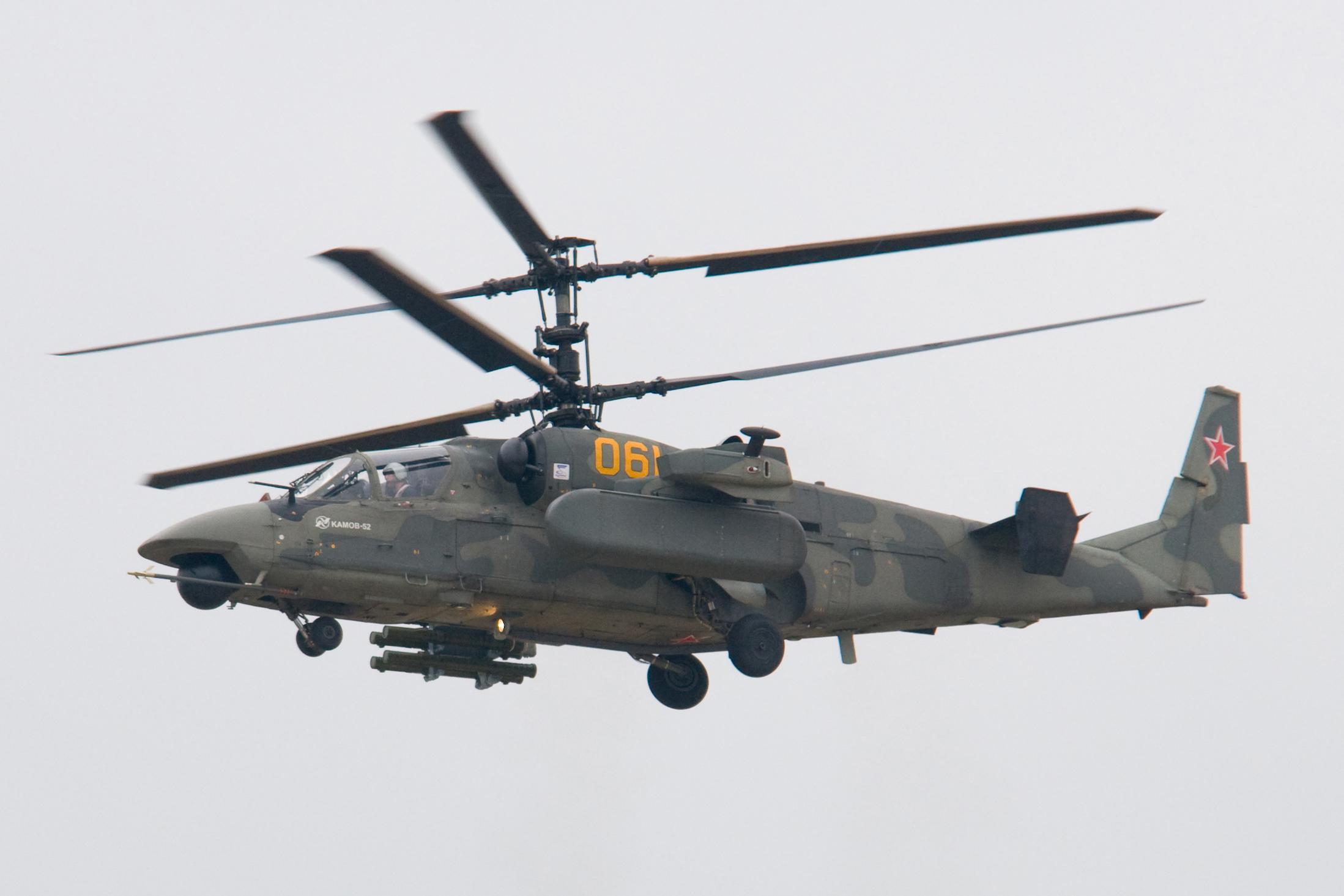
Kamow Ka-52 auf der MAKS, 2009
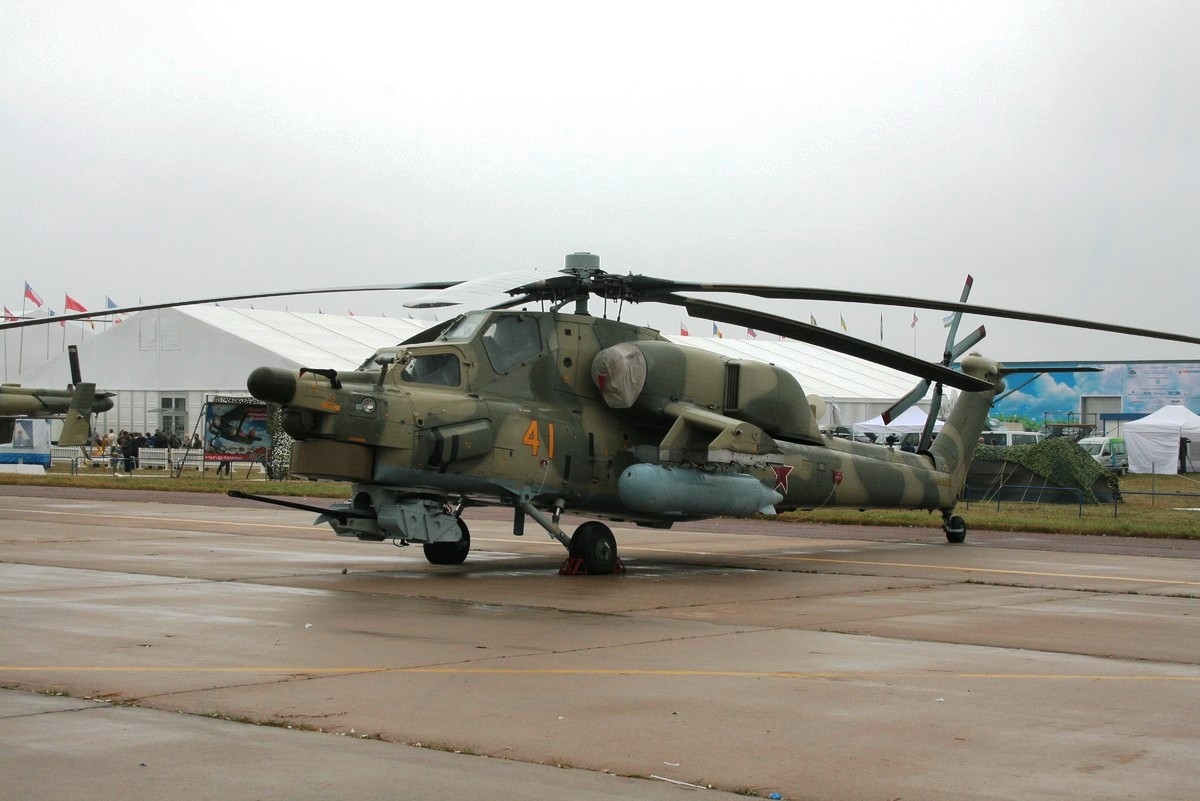
Mil Mi-28 auf der MAKS, 2009
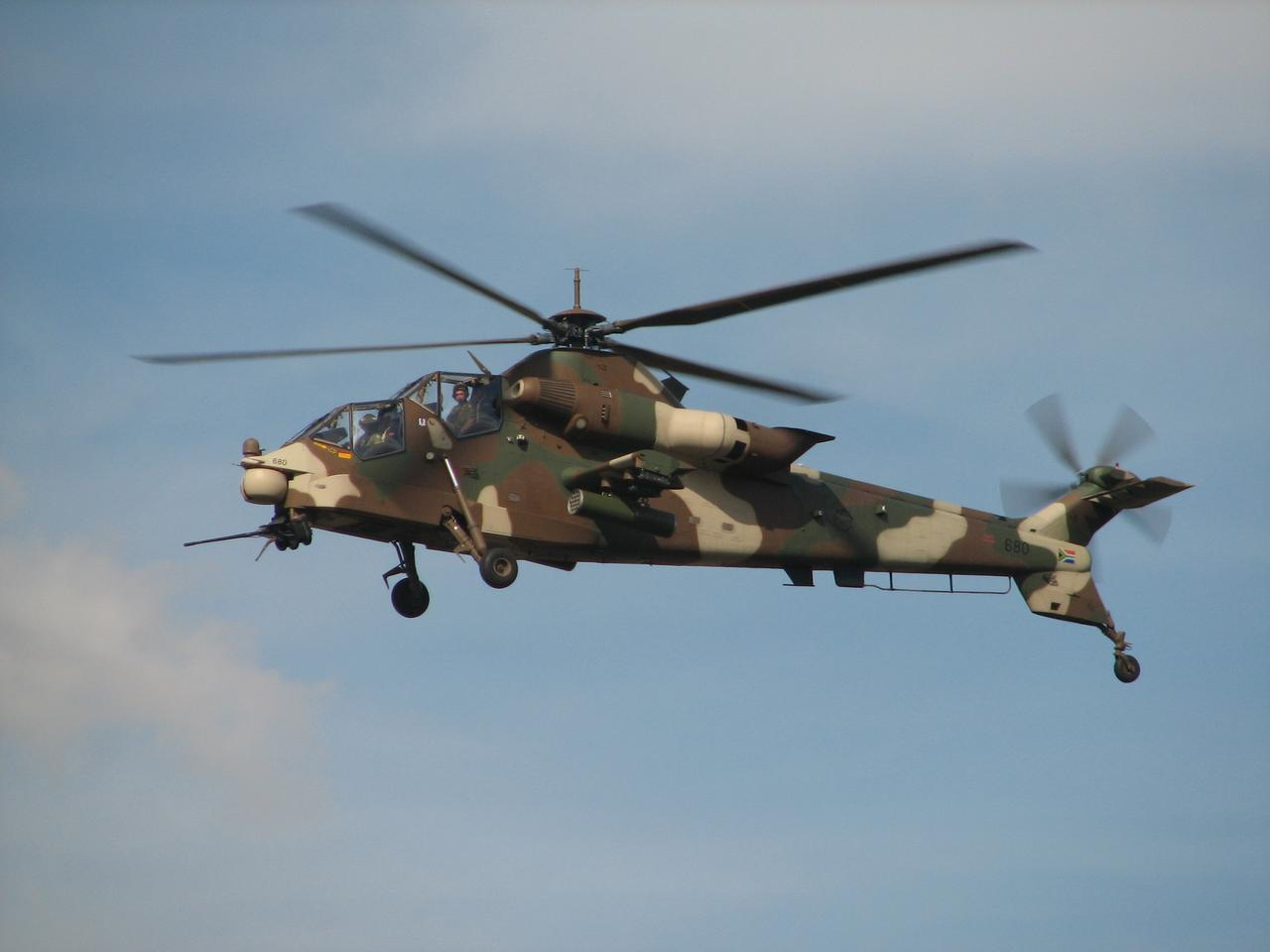
Denel AH-2 Rooivalk „Rooivalk“ bei einer Flugschau, 2006
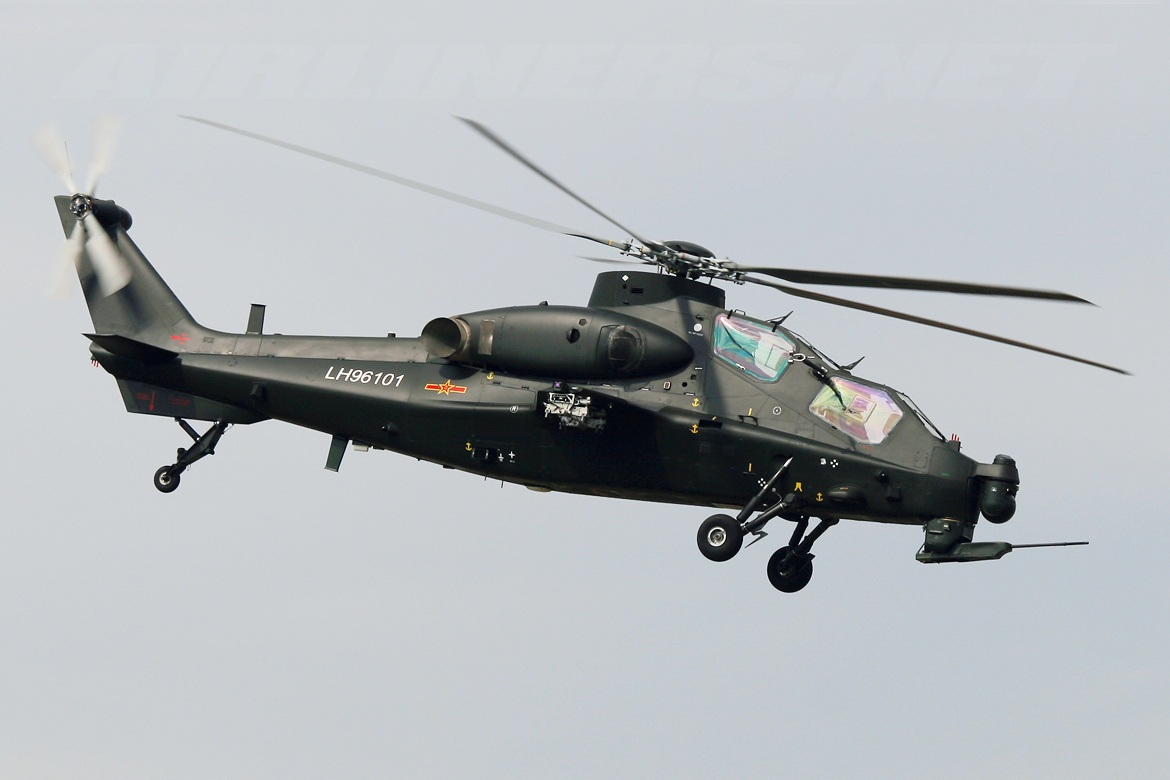
WZ-10 auf der China International Aviation & Aerospace Exhibition, 2012